# João de Santarém
João de Santarém (XV wiek) – portugalski rycerz, żeglarz i odkrywca. Jeden z dowódców (drugim był Pero de Escobar) wyprawy, która w 1471 wyruszyła z Portugalii i dotarła do Shammy na Złotym Wybrzeżu (Ghana) w kraju Aszanti, którzy byli pierwszymi (a zarazem najważniejszymi) dostarczycielami złota w tej części Afryki i gdzie pozyskali kruszec. Wyprawa dotarła w rejon Przylądka Świętej Katarzyny.